# Geza (skała)
Geza (piaszczysty spongiolit) – krzemionkowa skała osadowa, która zawiera kwarc detrytyczny i krzemionkę organogeniczną (przeważnie z gąbek krzemionkowych, często także igły gąbek, czasem radiolarie i okrzemki). Poza tym w jej skład może wchodzić glaukonit, minerały ilaste z grupy illitu, tlenki żelaza i często fosforany. Niektóre odmiany mogą zawierać sporo węglanów i wtedy nazywa się je gezami wapnistymi. Gezy są dość lekkie i czasem mocno porowate. Posiadają białą, szarą lub żółtawozielonkawą barwę.
Geza jest charakterystyczna dla osadów okresu kredowego, ale może być również starsza (np. w keloweju) i młodsza (np. utwory danu w rejonie Puław). W Polsce spotykana także na Wyżynie Lubelskiej i w Karpatach.